# 詹姆士·威爾遜 (商人)
詹姆士·威爾遜（James Wilson，1805年6月3日—1860年8月11日）是一位蘇格蘭企業家、經濟學家、自由黨，也是渣打銀行前身印度新金山中國匯理銀行與著名雜誌《經濟學人》的創辦人。

## 生平

### 早期
詹姆士·威爾遜出生於蘇格蘭邊區霍伊克。他的父親威廉·威爾遜相當富有，擁有一家紡織廠，他的祖先是當地飼養羊隻的農民。他是家中的第四個孩子（共有15個孩子，其中10順利成人）。詹姆斯還年幼的時候，他的母親就不幸去世。
出身於貴格會家庭，並成為成功的學者，他原本會擔任校長，但是詹姆士·威爾遜很討厭它，“寧願在父親的工廠擔任最卑微的僕人”。後來他決定學習經濟學。因此詹姆士·威爾遜在16歲，成為了帽子工廠的學徒。後來，他的父親為了他和他的哥哥威廉買下了該公司。詹姆士·威爾遜19歲的時候，他們離開蘇格蘭，前往倫敦，他還獲得2000英鎊（以2005年的物價水準來計算約為130,000英鎊）。

### 倫敦時期
威爾遜兄弟建立了一間生產工廠－威爾遜，歐文與威爾遜，後來於1831年解散。威爾遜繼續在同一行努力，業務非常成功（1837年，他的淨資產是25,000英鎊，以2005年的物價水準來計算約為1,630,000英鎊）。在1837年的經濟危機中，他失去了大部份的財富。到了1839年，詹姆士·威爾遜賣掉他的財產以避免破產。然而，詹姆士·威爾遜在1853年創辦印度新金山中國匯理銀行，它於1969年合併形成渣打銀行。
1843年，他成立了雜誌《經濟學人》，以一家報社的身份來推動自由貿易活動，他獨資經營並擔任主編十六年。《經濟學人》目前仍然持續出版，每週全球發行量超過160萬份。

### 政治
1847年，威爾遜進入下議院，擔任威爾特郡韋斯特伯里的自由黨國會議員。由於他擁有經濟方面的經驗，英國首相約翰·羅素，第一代羅素伯爵在1848年任命他擔任管理委员会次官（負責印度事務），他直到1852年為止都擔任該職務。然後，他在1853年和1858年間擔任财政部财务次官，第一次是乔治·汉密尔顿-戈登，第四代阿伯丁伯爵的聯合政府，第二次是在亨利·坦普爾，第三代巴麥尊子爵任內。在1857年，他返回德文波特議會。1859年6月至8月間，詹姆士·威爾遜短暫任職財政部主計長及贸易委员会副主席 。
在1859年8月，威爾遜辭去議會和印度理事會財務員職務。他被派到印度建立稅制。1857年印度發生起義後，英國建立新的紙幣，改造印度的金融體系。然而，他在任僅有一年，詹姆士·威爾遜在1860年去世。他不肯離開炎熱的加爾各答，後來罹患痢疾，因而在那年8月去世。
奇怪的是，他對大英帝國在印度的金融制度作出很大的貢獻，他卻埋葬在加爾各答一個無名的墓地。他的墳墓於2007年由所得稅助理處長C·P·巴蒂亞發現，當時他正在研究印度的稅收歷史。

## 家庭
威尔逊于 1832 年 1 月与泰恩河畔纽卡斯尔的伊丽莎白·普雷斯顿结婚。他们有六个女儿，其中最大的伊丽莎嫁给了沃尔特·白芝浩。

## 外部連結
- Chambers, Robert; Thomson, Thomas.  3. Blackie and Son. 1870: 542–6  [2012-11-17]. （原始内容存档于2013-06-23）.
- contributions in Parliament by James Wilson （页面存档备份，存于）